# 大心中井薬品
株式会社大心中井薬品（だいしんなかいやくひん）は、青森県弘前市に本社を置き、北東北3県と宮城県を拠点に家庭用置き薬の訪問販売を行っている企業。
イメージキャラクターは「成幸くん」。

## 主な製品
- 大心～金粒六神丸～
- 新コーピタン 他

## 拠点
- 本社（弘前市）

- 青森県
  - 青森店（青森市）
  - 油川店（青森市）
  - 松森店（弘前市）
  - 黒石店（黒石市）
  - 五所川原店（五所川原市）
  - つがる店（つがる市）
  - 十和田店（十和田市）
  - 八戸店（八戸市）
  - むつ店（むつ市）

- 秋田県
  - 秋田店（秋田市）
  - 大館店（大館市）
  - 鹿角店（鹿角市）
  - 能代店（能代市）
  - 男鹿店（男鹿市）
  - 大仙店（大仙市）
  - 由利本荘店（由利本荘市）
  - 横手店（横手市）

- 岩手県
  - 盛岡店（盛岡市）
  - 二戸店（二戸市）
  - 久慈店（久慈市）

- 宮城県
  - 仙台店（仙台市宮城野区）
  - 石巻店（石巻市）
  - 志津川店（本吉郡南三陸町）
  - 登米店（登米市）
  - 古川店（大崎市）